# Том Гордон Палмер
Том Гордон Палмер ([ˈpɑːlmər]; нар. 1956, Бітбург-Меч, Західна Німеччина) — американський лібертаріанський письменник і теоретик, старший науковий співробітник Інституту Катона та віцепрезидент з міжнародних програм в Atlas Network.

## Професійне життя
Палмер здобув ступінь бакалавра гуманітарних наук у Коледжі Св. Джона, ступінь магістра філософії в Католицькому університеті Америки та ступінь доктора політичних наук в Оксфордському університеті. В Оксфорді Палмер був стипендіатом Х. Б. Ерхарта в Гертфордському коледжі і президентом Оксфордського товариства Хайєка.
Палмер брав активну участь у просуванні лібертаріанських і класичних ліберальних ідей і політики з початку 1970-х років. Він був редактором кількох видань, зокрема Dollars & Sense (газета Національної спілки платників податків), Update та Humane Studies Review, а також публікував статті в таких газетах і журналах, як New York Times, Washington Post, Los Angeles Times, the Spectator of London, National Review, Slate, Ethics і Cato Journal.
Він викладає політичну економію та історію права та конституції в Інституті гуманних досліджень Інституту економічних досліджень Європи. Він також співпрацює з такими організаціями, як Фонд свободи та Рада з питань публічної політики, веде блог на власному вебсайті та в Cato@Liberty, а також бере участь у Незалежному форумі геїв. Палмер є директором Університету Катона, літнього семінару, спонсорованого Інститутом Катона.
Палмер є старшим науковим співробітником Інституту Катона, де він також був віцепрезидентом з міжнародних програм і директором Центру просування прав людини. Він залишається директором Катонського університету. 1 січня 2009 року програми центру були передані Atlas Economic Research Foundation та Atlas Global Initiative for Free Trade, Peace, and Prosperity. Палмер є виконавчим віцепрезидентом Atlas Network і генеральним директором її Global Initiative, яка з того часу розширила свої програми. Фонд економічних досліджень Atlas був заснований Ентоні Фішером, рушійною силою британського класичного ліберального Інституту економічних питань.

## Залученість до Східної Європи
До роботи в Інституті Катона він був віцепрезидентом Інституту гуманних досліджень Університету Джорджа Мейсона. Наприкінці 1980-х і на початку 1990-х років він працював з Інститутом гуманних досліджень та іншими організаціями для поширення класичних ліберальних/лібертаріанських ідей у Східній Європі. Він їздив по всьому регіону, щоб проводити семінари, та контрабандою вивозив книги, готівку, копіювальні та факсимільні апарати з офісу у Відні, Австрія. Він організував переклад і публікацію різними мовами Центральної та Східної Європи підручників з економіки та права, а також основоположних праць Людвіга фон Мізеса, Фрідріха Гаєка, Мілтона Фрідмана та інших мислителів лібертаріанської та ліберальної традицій. Він залишається активним у регіоні як доповідач на різноманітних конференціях і семінарах, таких як Liberty Seminars у Словенії.

## Залученість до Близького Сходу
Зараз Палмер намагається повторити на Близькому Сході частину роботи, яку він виконав у Східній Європі. Він замовив переклад близькосхідними мовами (арабською, курдською, перською та азербайджанською) і публікацію творів Фредеріка Бастіа, Ф. А. Гаєка, Джеймса Медісона та інших лібертаріанців, а також опублікував есе близькосхідними мовами на такі теми, як «Виклики демократизації» та «Релігія і право». У квітні 2005 року Палмер звернувся до членів парламенту Іраку в залі парламентських зборів щодо конституціоналізму та написав про Ірак. Він також сприяв створенню лібертаріанського вебсайту lampofliberty.org, де він доступний арабською, азербайджанською, курдською та перською мовами; і розпочав видавництво арабською мовою. Він продовжує читати лекції на Близькому Сході та тісно співпрацює з арабськими та перськими блогерами. Він брав активну участь у кампанії за права на свободу слова на Близькому Сході, зокрема в кампанії за звільнення Абделькаріма Набіля Солімана через статті у Washington Post, Daily Star of Lebanon та інші заходи.
Палмер виступав проти вторгнення в Ірак до того, як воно відбулося, і критикував його проведення згодом.

## Праці
Палмер опублікував кілька есе про філософію індивідуальних прав (наприклад, в есе з Individual Rights Reconsidered, редагованого Тібором Мачаном (Стенфорд: Hoover Institution Press, 2001), суттєва відповідь на напад Г. А. Коена на права власності, кілька відгуків на теорії Кеса Санстайна та Стівена Холмса та есе про мультикультурну політику про глобалізацію про глобалізацію та особисту та культурну ідентичність і про лібертаріанську політичну філософію Палмер також опублікував великий бібліографічний нарис про лібертаріанство в The Libertarian Reader за редакцією Девіда Боаза. Він опублікував статті з огляду законодавства про інтелектуальну власність, які привернули значну увагу в юридичній та технологічній спільноті за його загальну критику патентів і авторських прав і його пропозиції щодо договірних і технологічних рішень проблем, для яких права інтелектуальної власності зазвичай пропонуються як рішення.
Зараз Палмер також публікує популярний блог Tom G. Palmer's Blog. У 2009 році опубліковано багато його есе та статей під назвою «Усвідомлення свободи: лібертаріанська теорія, історія та практика», а пізніше також опубліковано друге розширене видання книги. Він працював редактором журналу The Morality of Capitalism: What Your Professors Won't Tell You, який був опублікований у 2011 році та містив есе лауреатів Нобелівської премії Маріо Варгаса Льоси та Вернона Л. Сміта, генерального директора та засновника Whole Foods Market Джона Маккі та вчених з усього світу. Після «Держави добробуту: політики вкрали ваше майбутнє, ви можете його повернути», опублікованої в 2012 році, була ще одна книга, редактором якої він був, а також написав есе. Понад 150 000 примірників «Після соціальної держави» Студенти за свободу безкоштовно розповсюдили серед студентських груп. У 2013 році була опублікована книга «Чому свобода: ваше життя, ваш вибір, ваше майбутнє», у якій доктор Палмер був редактором і співавтором. Палмер також є редактором Peace, Love & Liberty, книги, опублікованої в 2014 році, яка містить вибрані твори Редлі Балко, Стівена Пінкера, Джеффрі Мірона та інших.

## Політична діяльність
Політична діяльність Палмера включає те, що він був членом-засновником і національним секретарем Комітету проти реєстрації та призову (1979–81), президентом Оксфордського товариства громадянських свобод (1993–94), а також менеджером або директором із комунікацій кількох політичних кампаній. Він був позивачем у справі Parker v. Округ Колумбія, успішний позов у Вашингтоні, округ Колумбія, про забезпечення права володіти пістолетом у своєму домі на основі тексту Другої поправки до Конституції США. Справа мала для нього особливе особисте значення, оскільки одного разу він пережив спробу нападу, оскільки був озброєний пістолетом. Палмер вважає, що його нападники були мотивовані антигейською ворожістю; він відкритий гей.

### Видані книги
- Чому Liberty: ваше життя, ваш вибір, ваше майбутнє
- Мораль капіталізму: про що ваші професори не скажуть вам
- Після соціальної держави: політики вкрали ваше майбутнє, ви можете повернути його
- Мир, любов і свобода

### Про Палмера
- Біографія Тома Палмера, Інститут Катона
- Біографія
- Інститут гуманних досліджень біографія та публікації
- TomGPalmer.com, особистий вебблог Тома Палмера
- «Арабською мовою „Інтернет“ означає „свобода“» — Джонатан Раух про роботу Палмера в арабському світі